# Paar (Friedberg)
Paar ist ein Pfarrdorf und Stadtteil von Friedberg im bayerisch-schwäbischen Landkreis Aichach-Friedberg. 

## Lage
Paar liegt vier Kilometer östlich von Friedberg am Altgraben und der Paar, einem rechten Nebenfluss der Donau, der dem Ort seien Namen gab. 

## Geschichte
Eine erste schriftliche Erwähnung der Siedlung gibt es im 12. Jahrhundert, als „Pernhart de Parra“ als Zeuge einer Schenkung an das Augsburger Kloster St. Ulrich und Afra erwähnt wird.
Die 1818 durch das bayerische Gemeindeedikt gegründete selbstständige Gemeinde Paar wurde am 1. Januar 1974 mit seinen Ortsteilen Bestihof, Griesbachmühle und Wittenberg nach Friedberg eingemeindet.

## Kirche St. Johannes Baptist
Die katholische Pfarrkirche St. Johannes Baptist war ursprünglich die Taufkirche einer Urpfarrei. Älteste Teile  der Kirche stammen aus dem 13. Jahrhundert, wie Teile des Turmsockels. 1747 erfolgte die Umgestaltung zu einer barocken Kirche.